# Cryptopone testacea
Cryptopone testacea é uma espécie de formiga do gênero Cryptopone, pertencente à subfamília Ponerinae.